# Вильдяев, Вячеслав Николаевич
Вячеслав Николаевич Вильдяев (27 февраля 1949, Алатырь, Чувашская АССР) — советский футболист, полузащитник. Мастер спорта СССР. Провёл более 300 матчей за «Уралмаш» (Свердловск).

## Биография
Воспитанник дворового футбола. Взрослую карьеру начинал в команде КФК «Искра» (Алатырь), затем играл во второй лиге за «Энергию» (Чебоксары). В 1969 году по инициативе своего старшего земляка В. Листочкина был приглашён в свердловскую команду первой лиги «Калининец», а после её расформирования оказался в «Уралмаше». В 1973 году был призван в армию и провёл два года в хабаровском СКА, потом транзитом через нижнетагильский «Уралец» вернулся в «Уралмаш». В свердловском клубе в течение трёх сезонов был капитаном команды и штатным исполнителем пенальти. В конце карьеры снова играл за «Уралец», а также за коллективы физкультуры Свердловска.
Всего в составе «Уралмаша» сыграл в первенствах страны 334 матча и забил 71 гол. Отличился забитым голом с пенальти в 1977 году в ворота московского «Спартака» (1:5), также стал автором решающего гола в переходном матче за выход в первую лигу в ворота «Гурии». Всего за карьеру во всех клубах забил более 100 голов.
После окончания карьеры более 30 лет работает детским тренером в екатеринбургской команде «Спартак-Юность». Приводил свою команду к победам на городских и областных детских соревнованиях. Выступал в соревнованиях ветеранов. Награждён званием «Отличник физической культуры и спорта» (2011).

## Личная жизнь
Брат Владимир (род. 1954) тоже был футболистом, в 1980-е годы выступал во второй лиге за «Сталь» (Чебоксары).